# Tunisi
Tunisi (AFI: /ˈtunizi/; in arabo تونس‎?, Tūnis, in francese Tunis) è una città sulla costa mediterranea dell'Africa settentrionale con 638 845 abitanti, ma al centro di un'area metropolitana che ne conta 2 658 816 nel 2022, che la rendono la terza città più popolosa del Maghreb, dopo Casablanca e Algeri. Capitale e massimo porto della Tunisia, si trova sulle rive di una laguna presso l'antica Cartagine, unita al Mar Mediterraneo da un canale navigabile di circa 10 km che la collega all'avamporto di La Goletta.
Nata come modesto villaggio situato all'ombra di Cartagine, Kairouan e Mahdia, Tunisi è finalmente stata designata come capitale il 20 settembre 1159 (5 ramadan 554, per il calendario musulmano) per volontà della dinastia degli Almohadi, successivamente confermata dentro il proprio statuto sotto la dinastia hafside nel 1228 e anche all'indipendenza del paese, il 20 marzo 1956.
Tunisi è la capitale economica e commerciale della Tunisia. La densità della rete stradale, autostradale e della struttura aeroportuale della città ne fanno un punto di convergenza per i trasporti nazionali. Questa situazione è il risultato di una lunga evoluzione, in particolare della concezione centralistica che ha dato un ruolo considerevole alla capitale e che ha fatto in modo che vi si concentrassero le istituzioni principali.

## Geografia fisica

### Territorio

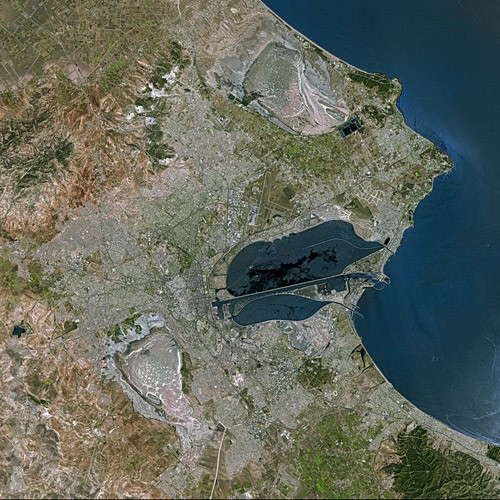
Tunisi vista dal satellite

La città di Tunisi è costruita su una serie di colline che digradano dolcemente verso il Lago di Tunisi, ma con un ripido pendio in direzione opposta. Queste colline, cui corrispondono le zone di Notre-Dame de Tunis, Ras Tabia, La Rabta, La Gasbah, e Montfleury e Manoubia hanno altitudini che non superano i 50 metri sul livello del mare. Il Lago è collegato al Golfo di Tunisi sul mar Mediterraneo da un canale che termina al porto di La Goulette / Halq al Wad. L'antica città di Cartagine si trova appena a nord di Tunisi, lungo la parte costiera.

### Clima
Tunisi ha un clima mediterraneo, caratterizzato da una stagione calda e secca e da una stagione mite e piovosa. Il clima locale è determinato dalla latitudine della città, dall'influenza mitigatrice del mare e dal terreno collinare della città.
L'inverno è la stagione più piovosa dell'anno, quando cade più di un terzo della pioggia annuale; in media piove ogni due o tre giorni. Durante le giornate invernali, l'irradiazione solare può aumentare la temperatura anche di 9°. Le brinate sono inesistenti. In primavera, la pioggia diminuisce della metà. Il sole diventa dominante a maggio quando raggiunge 10 ore di luce al giorno. In estate, la pioggia è completamente assente e la luce solare è al suo massimo. Le temperature medie nei mesi estivi di giugno, luglio, agosto, settembre e ottobre sono molto alte. Le brezze marine possono mitigare il calore, ma a volte i venti desertici di scirocco possono invertire la tendenza. Nel tardo autunno comincia a piovere, spesso con brevi temporali che a volte possono causare inondazioni. La fine del mese di novembre segna la rottura del calore generale. In estate, invece, le temperature possono superare i 45° (il 10 agosto 2021 l'aeroporto ha registrato la massima ufficiale di 48,9 °C) e si sono registrate più volte temperature di oltre 20-22 °C a dicembre.
| Tunisi              | Mesi | Mesi | Mesi | Mesi | Mesi | Mesi | Mesi | Mesi | Mesi | Mesi | Mesi | Mesi | Stagioni | Stagioni | Stagioni | Stagioni | Anno |
| Tunisi              | Gen  | Feb  | Mar  | Apr  | Mag  | Giu  | Lug  | Ago  | Set  | Ott  | Nov  | Dic  | Inv      | Pri      | Est      | Aut      | Anno |
| ------------------- | ---- | ---- | ---- | ---- | ---- | ---- | ---- | ---- | ---- | ---- | ---- | ---- | -------- | -------- | -------- | -------- | ---- |
| T. max. media (°C)  | 14,8 | 16,2 | 18,0 | 21,1 | 24,2 | 29,0 | 32,3 | 32,4 | 29,7 | 25,3 | 20,3 | 15,9 | 15,6     | 21,1     | 31,2     | 25,1     | 23,3 |
| T. min. media (°C)  | 6,6  | 7,2  | 8,3  | 10,4 | 13,4 | 17,3 | 19,7 | 20,5 | 19,1 | 15,3 | 11,1 | 7,5  | 7,1      | 10,7     | 19,2     | 15,2     | 13,0 |
| Precipitazioni (mm) | 62   | 55   | 43   | 37   | 23   | 11   | 3    | 9    | 32   | 58   | 53   | 62   | 179      | 103      | 23       | 143      | 448  |

## Storia

### Origini ed età antica

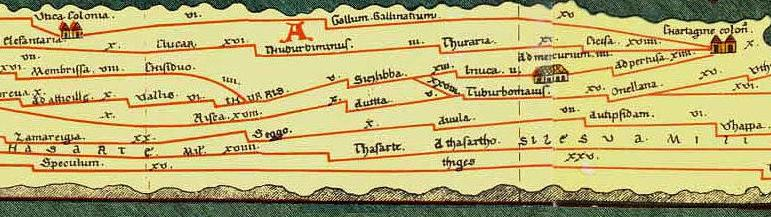
Tavola Peutingeriana

L'antica Tunisi fu costruita vicino alla località di Cartagine. Nella Tavola Peutingeriana è citata come Thuni, ed era indicata come mutatio, stazione di sosta.
L'esistenza della città è attestata al IV secolo a.C.: Tunisi fu una delle prime città della regione a cadere sotto il controllo cartaginese, venendo menzionata spesso nei secoli successivi nelle cronache militari connesse con Cartagine. Tunisi fu ripresa dai mercenari ribelli durante la rivolta dei mercenari, combattuta tra il 240 a.C. e il 238 a.C. contro Cartagine, che sconfisse i ribelli e riconquistò la città. In seguito, insieme a Cartagine, fu distrutta dai romani vincitori della terza guerra punica, nel 146 a.C..
Tunisi venne ricostruita prima di Cartagine, soprattutto durante il governo di Augusto e divenne una città importante sotto il controllo romano e al centro di un settore agricolo fiorente. Situata su alture, Tunisi era infatti un ottimo punto da cui si poteva controllare il traffico navale e carovaniero da e per Cartagine.
Tunisi, sempre più romanizzata, venne quindi cristianizzata e divenne sede di un vescovo. Tuttavia, Tunisi rimase sempre di dimensioni modeste rispetto a Cartagine.

### Medioevo
Solo dopo la distruzione definitiva di Cartagine, avvenuta nel 698, Tunisi ha iniziato a crescere d'importanza sotto il controllo dei musulmani arabi. La medina di Tunisi, la parte più antica della città, risale a questo periodo, durante il quale la regione fu conquistata dalle truppe arabe guidate dal generale ghassanide Hassan ibn al-Nu'man. La città aveva il vantaggio di un naturale accesso, attraverso il Mediterraneo, ai principali porti dell'Europa meridionale.
Inizialmente Tunisi ha svolto un ruolo militare; gli arabi hanno valorizzato l'importanza strategica della sua vicinanza al Canale di Sicilia. Divenne un'importante base navale degli arabi nel Mediterraneo occidentale, e assunse una notevole importanza militare. Durante il dominio della dinastia Aghlabidi, durante il IX secolo, nonostante gli abitanti di Tunisi si fossero ribellati in diverse occasioni, la città profittò dei miglioramenti economici introdotti dagli arabi, diventando rapidamente la seconda città più importante del regno. Addirittura divenne capitale della regione dal 902, dopo la conquista della regione dell'Ifriqiya da parte dei Fatimidi.
L'opposizione locale alle autorità sciite Fatimidi iniziarono ad intensificarsi nel 945, quando gli insorti kharigiti occuparono e saccheggiarono Tunisi. Con l'avvento della dinastia Ziride Tunisi acquistò importanza, ma la popolazione sunnita tollerò sempre meno il dominio sciita, iniziando a massacrare le persone di questa comunità. Nel 1048 il sovrano al-Muʿizz ibn Bādīs si ribellò contro la dinastia fatimide, ristabilendo i riti sunniti in tutta la regione dell'Ifrīqiya. Questa decisione causò la reazione del califfo al-Mustanṣir bi-llāh, che mando le tribù Banu Hilal a mettere a ferro e a fuoco la regione, radendo al suolo nel 1057 la capitale ziride Qayrawan. Solo alcune città, tra le quali Tunisi, si salvarono dal saccheggio.
Esposta alla violenza dalle tribù ostili che si erano insediate intorno alla città, nel 1059 la popolazione di Tunisi ripudiò l'autorità degli Ziridi e giurò fedeltà al principe della dinastia Hammadide Nasir ibn al-Nas. Ma il governatore nominato dal principe, dopo aver riportato l'ordine, non esitò ad affrancarsi dagli Hammadidi per fondare la dinastia khorasanide, con Tunisi come sua capitale. Questo piccolo regno indipendente, grazie al commercio, riuscì a garantire a Tunisi un periodo di pace e prosperità.

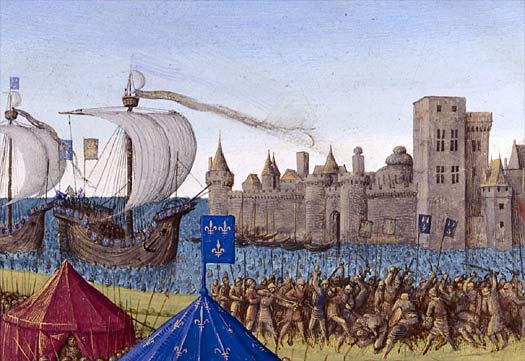
Battaglia di Tunisi nel 1270

Nel 1159 Abd al-Mu'min, il fondatore della dinastia almohade, conquistò Tunisi, portando un nuovo governo nella regione. Per Tunisi fu un periodo di ulteriore sviluppo, che la portò a diventare la capitale provinciale prima, e capitale del regno nel 1228, quando il governatore Abu Zakariyya prese il potere instaurando la dinastia hafside. La città si ingrandì e fu dotata di mura protettive. Nel 1270 la città fu assediata da Luigi IX di Francia, ma l'impresa fallì, anche per l'improvvisa morte per dissenteria del sovrano francese. In questo stesso periodo, spinti dalla riconquista della Spagna, i primi andalusi musulmani ed ebrei arrivarono a Tunisi, contribuendo notevolmente alla prosperità economica della capitale hafside.

### Dominio ottomano

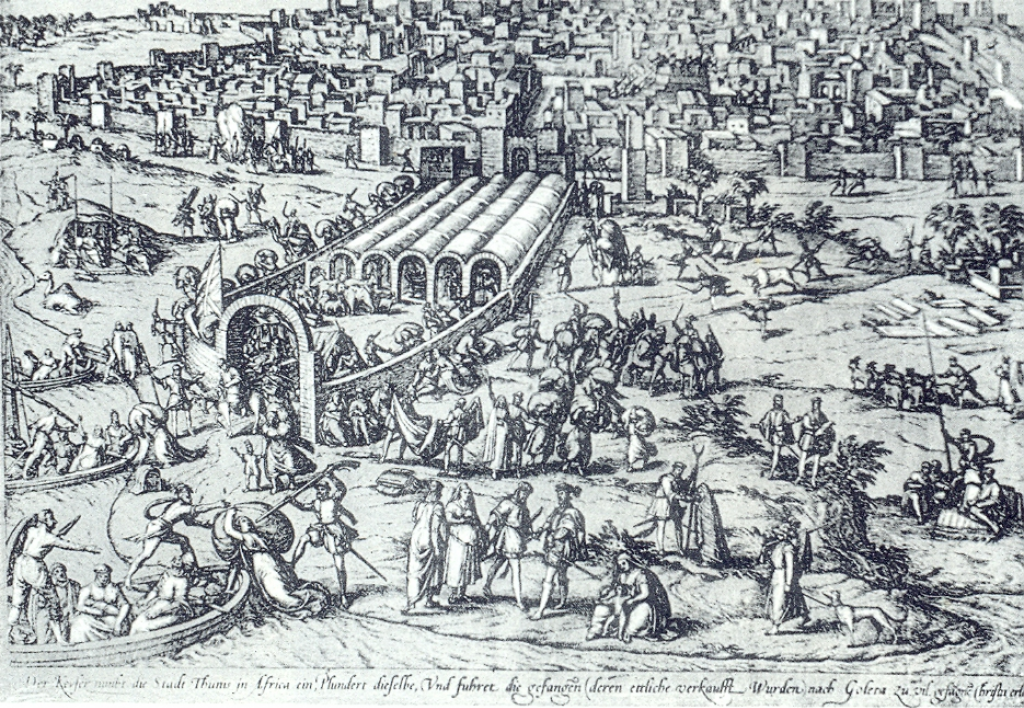
Ingresso di Carlo V a Tunisi nel 1535

L'Impero Ottomano conquistò Tunisi nel 1534, il Barbarossa la strappò dal controllo del sultano Mulay Hassan, che si rifugiò alla corte di Carlo V, imperatore del Sacro Romano e Re di Spagna. Carlo V, che subiva grosse perdite a causa degli atti di pirateria dei corsari che operano delle basi di Gerba, Tunisi e Algeri, accettò di reintegrare Mulay Hassan, in cambio della sua accettazione della sovranità spagnola. Carlo V conquistò la città il 6 agosto 1535, imponendo il protettorato Hassfide.
L'ammiraglio ottomano Uccialì nel 1569 riconquistò una prima volta la città, che però appena due anni dopo, nel 1571, tornò sotto il protettorato spagnolo, in seguito alla battaglia di Lepanto. Ma il protettorato spagnolo durò solo fino 1574, quando la città fu riconquista dagli Ottomani. Dopo il 1591, i governatori di Tunisi governarono con relativa indipendenza dai sovrani Ottomani, riprendendo ad operare con i traffici commerciali, gli atti di pirateria e il traffico di schiavi, che garantiva ai governanti di Tunisi ingenti guadagni.

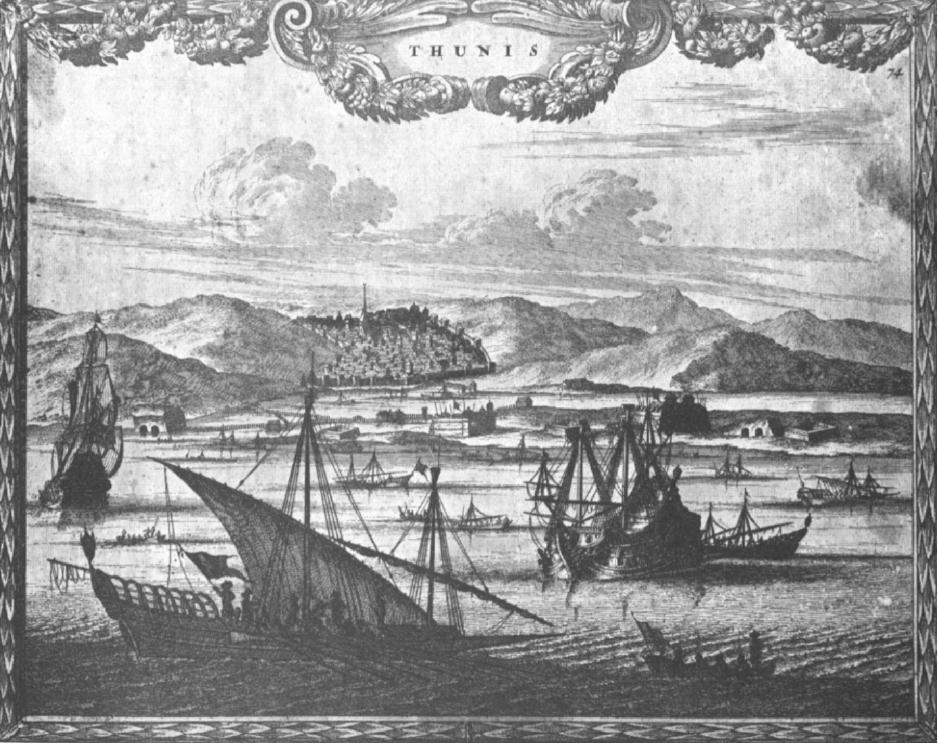
Tunisi nel 1690

Nell'aprile del 1655 l'ammiraglio inglese Robert Blake fu inviato nel Mediterraneo per ottenere il risarcimento dei danni sofferti dalle navi britanniche a causa degli attacchi di pirateria. Solo il Bey di Tunisi si rifiutò di risarcire i britannici, e per questo Tunisi dovette subire il bombardamento da parte delle navi inglesi.
All'inizio del XVIII secolo la dinastia degli Husaynidi subentrò nel governo della Tunisia, portando grandi progressi nello sviluppo della città e dei suoi edifici. Durante questo periodo, la città prosperò come centro di commercio. Nel 1756, approfittando delle divisioni all'interno della casa regnante, gli Algerini conquistarono Tunisi, e con la città, la sua provincia.
Alla fine del XVIII secolo Tunisi subì un bombardamento da parte della flotta veneziana, e la città conobbe una ribellione nel 1811. Sotto il governatorato di al-Husayn II ibn Mahmud, dopo le sconfitte navali contro i britannici nel 1826, e i francesi nel 1827, Tunisi vide un incremento dell'attività commerciale dei francesi.
Il decreto del 30 agosto 1858 istituì il comune di Tunisi. L'uomo che fu alla base della creazione di questa istituzione, il generale Husayn, divenne il primo sindaco della città fino al 1865. Fu pertanto il promotore della riorganizzazione urbana della città.

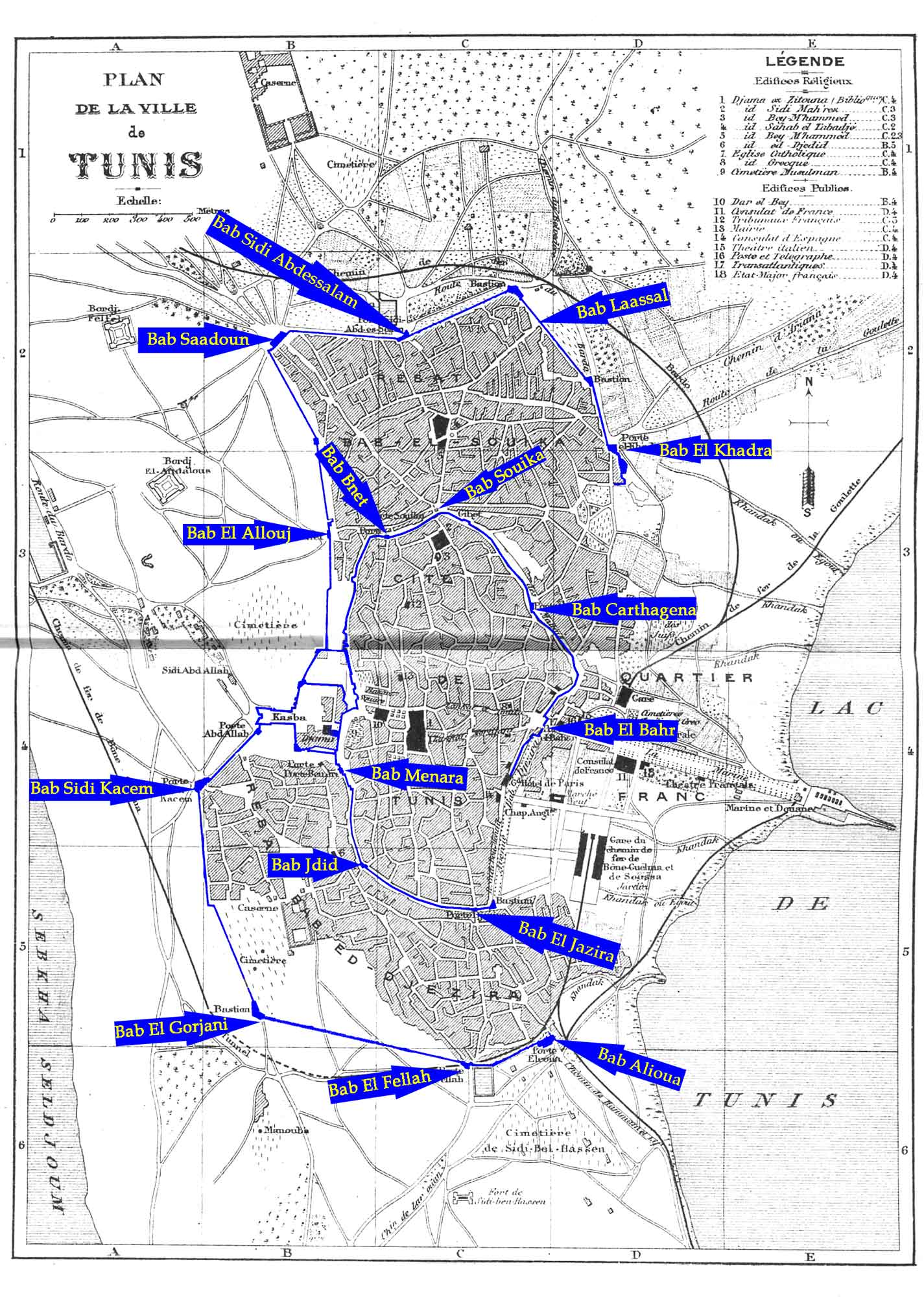
Mura e porte cittadine nel 1888

Nel corso della seconda metà del XIX secolo, Tunisi divenne sempre più popolata dagli europei, in particolare italiani, gli scambi commerciali e l'immigrazione aumentò notevolmente le dimensioni della città. Ciò provocò la demolizione nel 1860 delle vecchie mura cittadine, per favorire l'integrazione e la crescita nei sobborghi. La città si espanse oltre gli antichi confini, e i nuovi quartieri furono beneficiati da reti di distribuzione dell'acqua (1860) prima, del gas da illuminazione (1872), con la raccolta dei rifiuti (1873), e con servizi di trasporto pubblico con le periferie adiacenti e il centro della città poi. Con i nuovi arrivi, aumentarono gli scambi con l'Europa, e a Tunisi furono introdotte le prime industrie moderne.

### Dominio francese

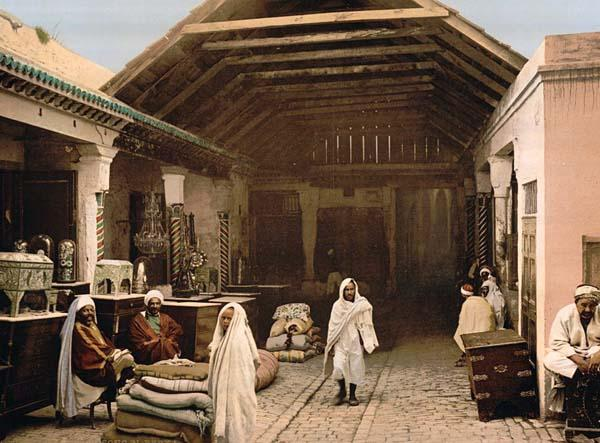
Bazar di Tunisi nel 1899

I francesi occuparono la città dal 1881 al 1956, tranne che per un breve periodo, dal novembre 1942 al maggio 1943, quando fu occupata dalle forze dell'Asse.
In questi anni ci fu una forte immigrazione dall'Europa (soprattutto dalla Francia e dall'Italia) tanto che si arrivò ad un punto in cui la metà della popolazione era di origine europea.
La creazione del protettorato francese nel 1881 fu un punto di svolta nella storia di Tunisi, causando la rapida riqualificazione della città nel giro di due o tre decenni. La città si espanse rapidamente al di fuori dei suoi vecchi confini, articolandosi in una città vecchia, abitata dalla popolazione di origine araba, e una nuova città popolata da immigrati europei, con una struttura diversa da quella della medina tradizionale. Durante tutto questo periodo, Tunisi fu interessata da costanti processi di miglioramento che portarono alla fornitura di acqua, reti del gas naturale e dell'energia elettrica, servizi di trasporto pubblico e altre infrastrutture cittadine.
Durante il periodo della prima guerra mondiale la situazione a Tunisi rimase tranquilla, così che dopo la guerra, la città poté affrontare nuovi sviluppi in tutti i campi dell'economia e del commercio urbano.

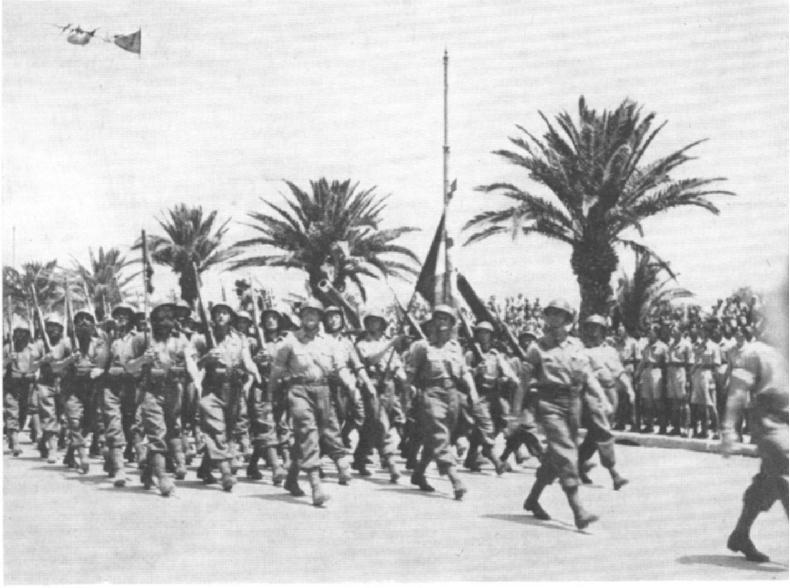
Sfilata degli Alleati a Tunisi nel maggio del 1943

Durante la Seconda Guerra Mondiale, Tunisi, fu brevemente occupata dalle forze dell'Asse che stavano rientrando in Italia, in seguito alla sconfitta subita ad opera degli alleati; di fatto Tunisi fu la loro ultima base in Africa. Il 7 maggio del 1943 le truppe e i mezzi della Prima Armata Britannica entrarono in città e il 20 maggio gli Alleati sfilarono per i viali della città per celebrare la fine dei combattimenti in Nord Africa. In seguito Tunisi fu la base degli Alleati per la preparazione delle successivi operazioni contro l'isola di Pantelleria, la Sicilia, e quindi l'Italia.

### Indipendenza
Dopo l'indipendenza nel 1956, Tunisi ha consolidato il suo ruolo di capitale, in primo luogo con la creazione di una costituzione affermando che la Camera dei Deputati e della Presidenza della Repubblica devono avere la loro sede a Tunisi. In un tempo molto breve, la città coloniale si trasforma rapidamente, con i nativi tunisini che gradualmente hanno sostituito l'ampia popolazione europea.
A causa della pressione demografica e il tasso di migrazione verso la capitale, la città ha continuato a crescere, anche con la creazione di nuovi quartieri in periferia. I vecchi edifici sono stati gradualmente rinnovati e nuove costruzioni hanno modificato il vecchio paesaggio urbano.
Tunisi è stata per undici anni la sede della Lega Araba, dal 1979 al 1990, dopo la firma da parte dell'Egitto dell'Accordo di pace di Camp David con Israele.
Anche l'Organizzazione per la Liberazione della Palestina ha avuto anche il suo quartier generale a Tunisi, dal 1970 al 2003. Nel 1985, il quartier generale dell'OLP fu bombardato dall'aviazione israeliana; circa 60 persone morirono durante questo attacco.

## Monumenti e luoghi d'interesse
Considerata già da tempi antichi un'importante e ricca città, Tunisi è una metropoli ricca di storia nel quale i suoi monumenti testimoniano il suo passato.

### Architetture civili

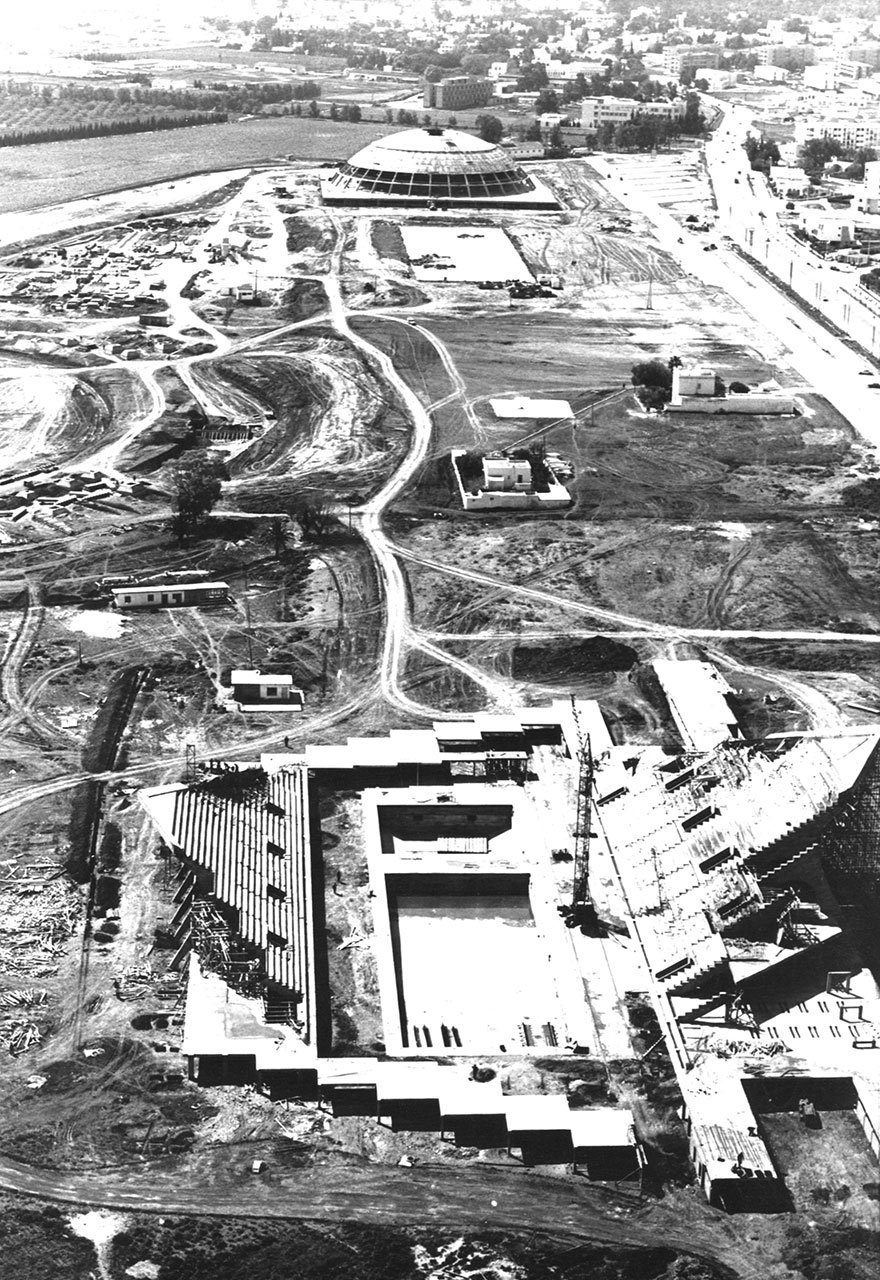
La piscina olimpica e La Coupole in fase di costruzione in vista dei Giochi del Mediterraneo di Tunisi 1967.

- Palazzi di Tunisi
- Palazzo Cinema di Tunisi
- Piscina olimpica di El Menzah
- Stadio olimpico di El Menzah

#### La Medina

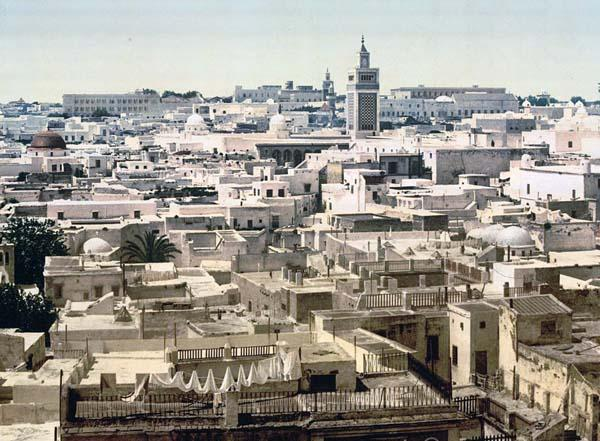
Vista della medina di Tunisi dal Paris Hotel nel 1899.

Fondata nel 698 intorno al nucleo originario della moschea al-Zaytuna, la medina si sviluppa urbanisticamente durante tutto medioevo, sia verso settentrione che meridione: questo sviluppo successivo ha di fatto creato una suddivisione della medina in tre parti, ovvero il cuore principale della medina e due periferie, Bab Souika, a nord, e Bab El Jazira, a sud. Divenuta la capitale di un potente regno durante l'epoca hafside, centro religioso, intellettuale ed economico aperto verso il medio oriente, il Maghreb, l'Africa e l'Europa, Tunisi, compresa la sua medina, si dota di numerosi monumenti in cui si mescolano gli stili dell'Ifriqiya alle influenze andaluse e orientali, con influssi dei monumenti romani e bizantini, in particolare per le colonne e i capitelli, e dell'architettura araba, caratterizzato dall'uso dell'arco a sesto acuto e rialzato.
Con una superficie di 270 ettari (più 29 ettari per il quartiere della casba) e più di 100 000 abitanti, oggi la medina accoglie un decimo della popolazione di Tunisi e occupa un sesto della superficie urbanizzata dell'area urbana. La pianificazione della medina di Tunisi ha la particolarità di non obbedire ad alcun layout geometrico né di seguire una precisa pianta e questa complessa organizzazione del tessuto urbano ha, durante il periodo coloniale, alimentato la convinzione che la medina fosse un luogo pericoloso e caotico, presso la quale regnava l'anarchia e vi era il pericolo di agguati. Studi intrapresi negli anni trenta, con l'arrivo dei primi etnologi, hanno, tuttavia, dimostrato come, in realtà, l'articolazione degli spazi della medina non fosse assolutamente casuale: le case erano, in effetti, costruite seguendo una gerarchia socioculturale codificata secondo complessi tipi di rapporti umani.
All'inizio del XXI secolo, la medina rimane ancora uno tra questi tradizionali quartieri fra i meglio conservati del mondo arabo. Infatti, contrariamente alle medine di Algeri, Palermo o Napoli, questo cuore storico di Tunisi non ha mai sofferto gli effetti di grandi catastrofi naturali e di interventi urbanistici radicali. È questa la ragione per cui, nel 1979, la medina di Tunisi è diventata patrimonio mondiale per l'UNESCO.

#### Isuq

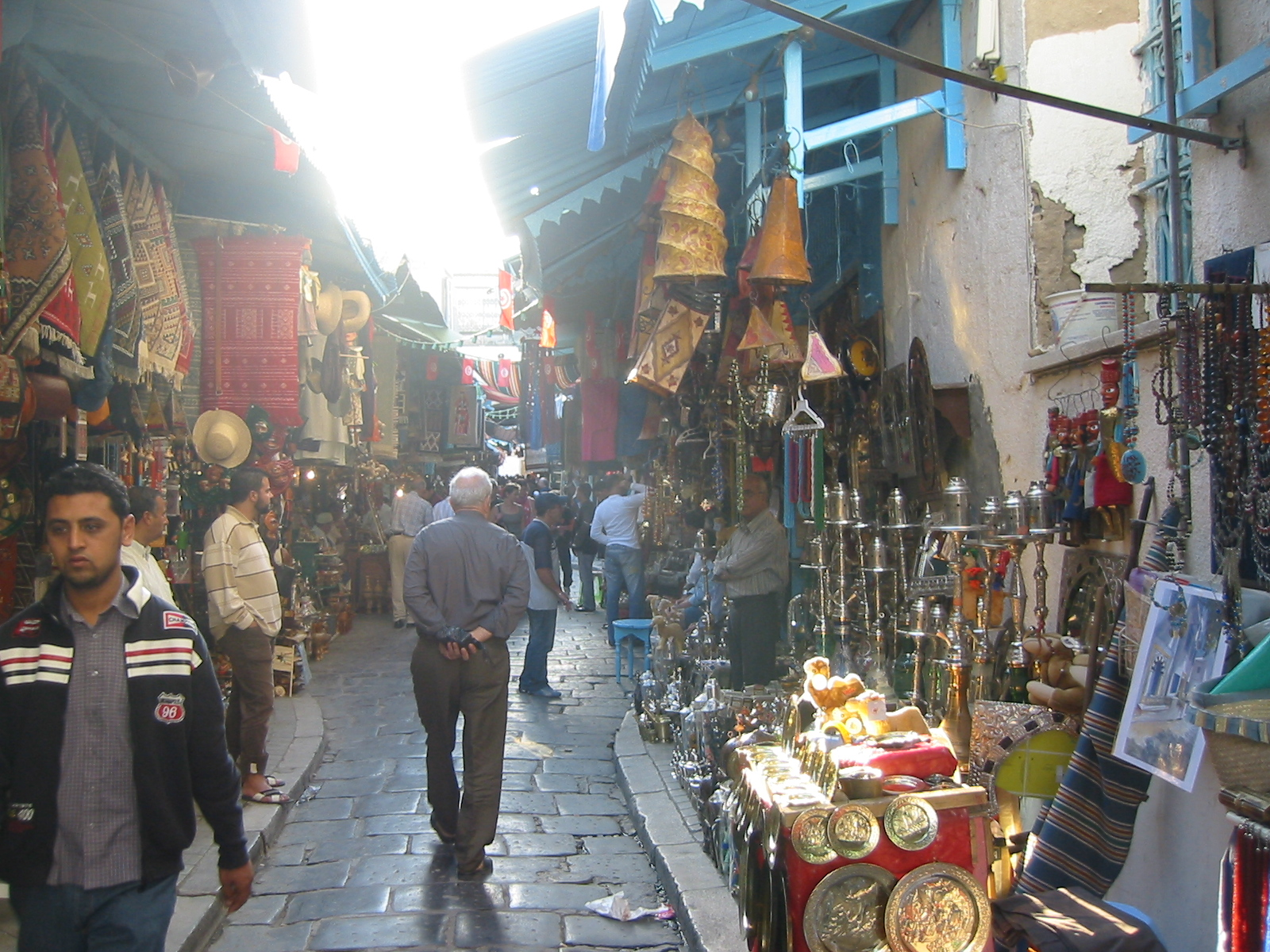
Suq lungo la Rue Mosquée Zitouna

I suq costituiscono una vera e propria rete di strade e vicoli coperti e fiancheggiati da negozi di commercianti e artigiani, spesso raggruppati per specialità, in base alla gerarchia codificata del mestiere.
Le prime attività artigianali di Tunisi risalgono a prima del XIII secolo, in concomitanza con la presa di potere degli Hafsidi. È grazie ai prìncipi di questa dinastia che la maggior parte dei suq sono aperti e posti permanentemente dentro la medina: i suq divennero il cuore economico della Tunisia, all'interno dei quali si svolgevano le attività commerciali con l'esterno, la produzione artigianale, ma anche gli scambi di prodotti agricoli dalle campagne.
Presto, secondo i vari inconvenienti inerenti alla struttura della medina, i suq vennero organizzati secondo un semplice schema: vicino al cuore della medina, costituito dalla moschea al-Zaytuna, e nella parte alta e occidentale della città erano raggruppati i mestieri cosiddetti nobili, che non provocano rumore o cattivi odori, mentre gli altri mestieri erano relegati alle zone periferiche, alla parte bassa (Bab El Bhar) o a est della città.

### Architetture religiose
- Cattedrale di San Vincenzo de' Paoli.
- Moschea degli Aghlabidi.
- Moschea di Hammouda Pacha
- Moschea di Al Haoua (anche nota come "moschea di El Hawa o Ettaoufi"), situato nella Medina di Tunisi. È riconosciuta come monumento storico
- Moschea Sidi Mansour, situata nel quartiere di El Hajjamine, vicino al sobborgo di Bab El Jazeera, a sud della Medina
- Moschea khelloua Sidi Mahrez, situata vicino al sobborgo di Bab El Jazeera, a sud della Medina

### Architetture militari
- La cinta muraria della città antica e le sue porte.

### Siti archeologici
- L'antica città di Cartagine.

### Aree naturali

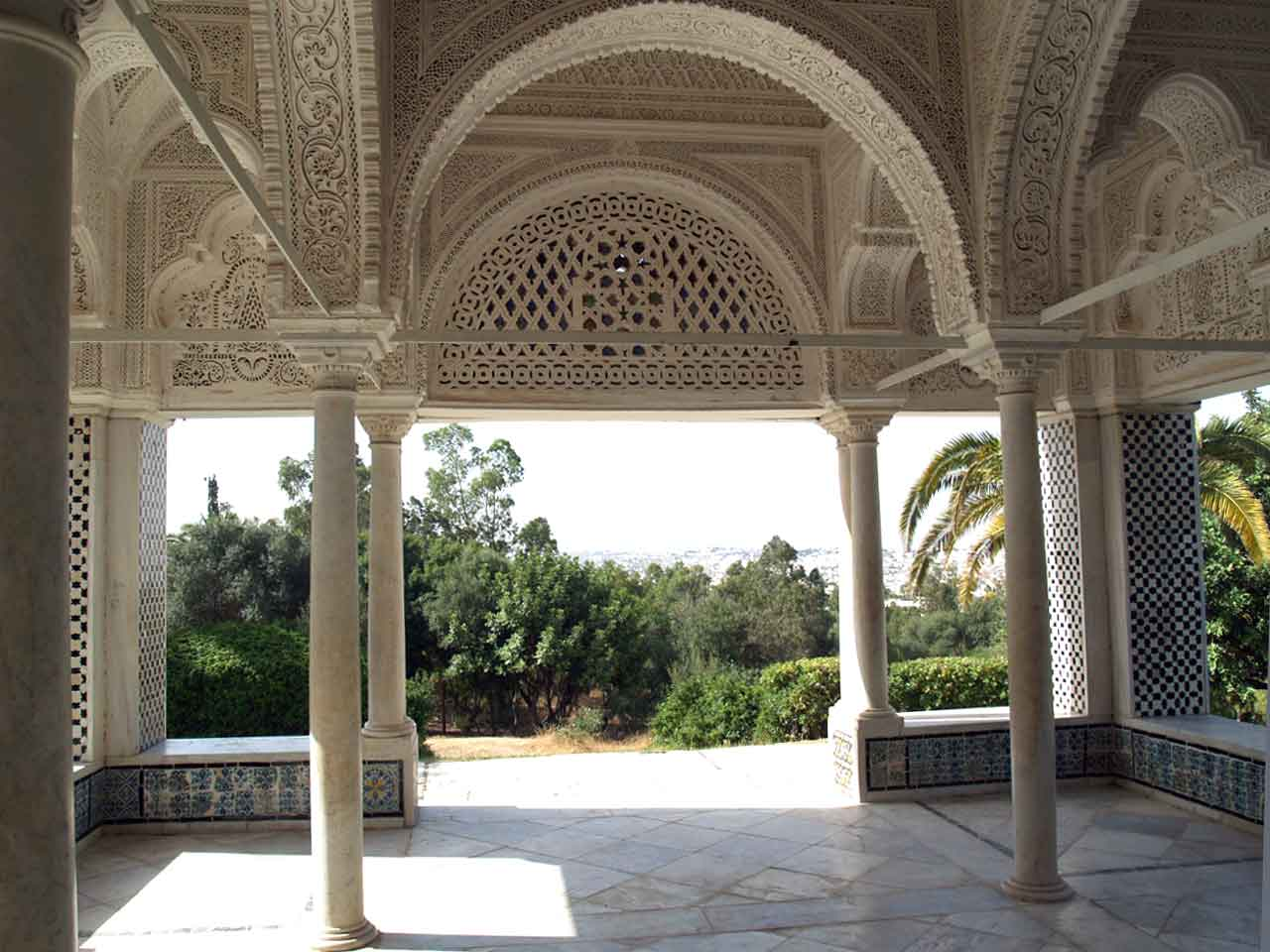
La Kouba (arabo qubba, ossia "cupola"), padiglione del XVIII secolo nel parco del Belvedere

Il Parco del Belvedere e la Kouba.

## Cultura

### Scuole ed università

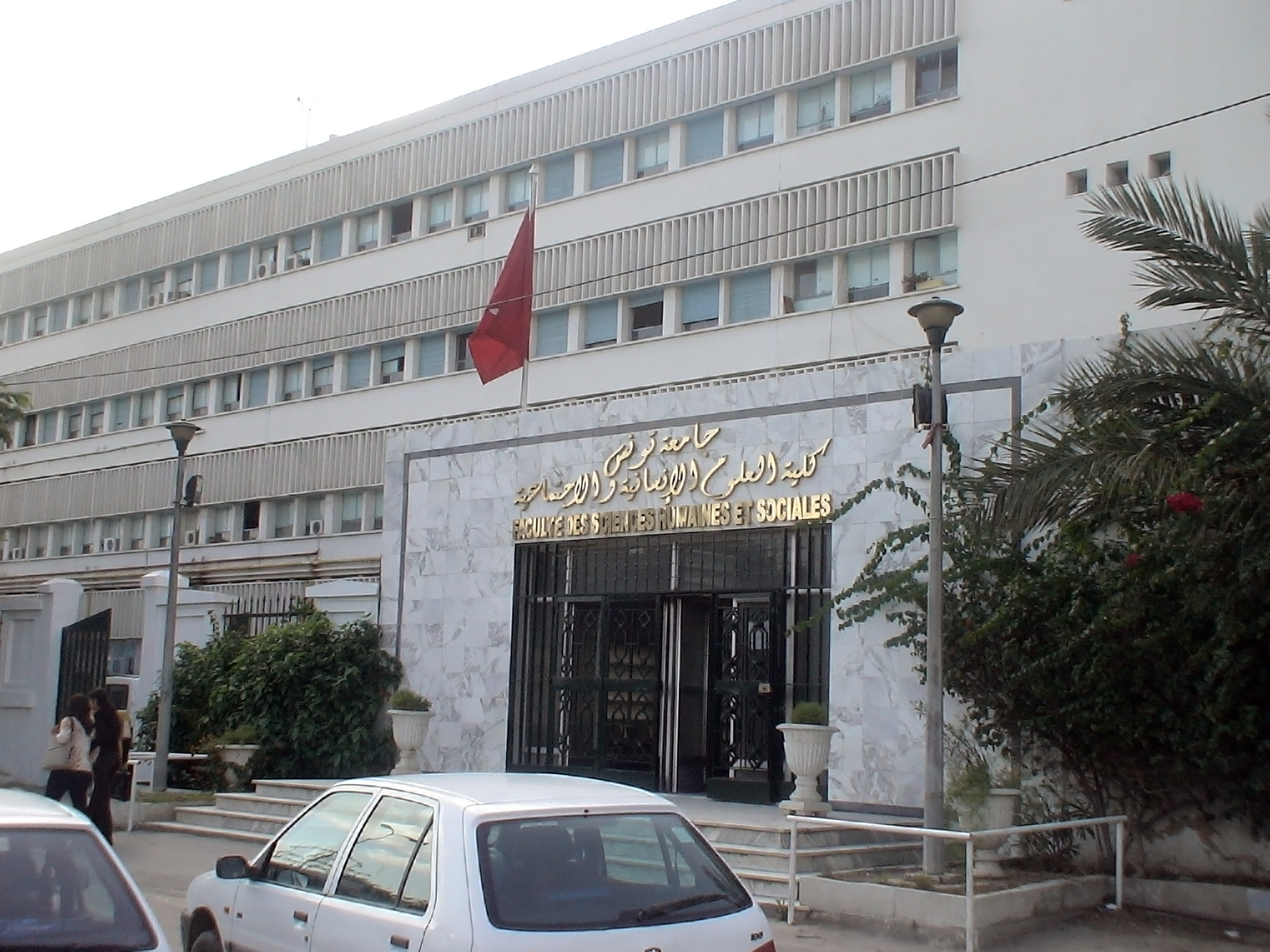
La facoltà di scienze sociali

Tunisi e i suoi sobborghi ospitano le principali università della Tunisia come l'Università di Tunisi, l'Università privata della Tunisia, l'Università di Ez-Zitouna, all'interno delle struttura delle Madrase di Tunisi, l'Università di Cartagine e l'Università di Manouba. La popolazione studentesca della città era pari a 75 597 persone nel 2006.

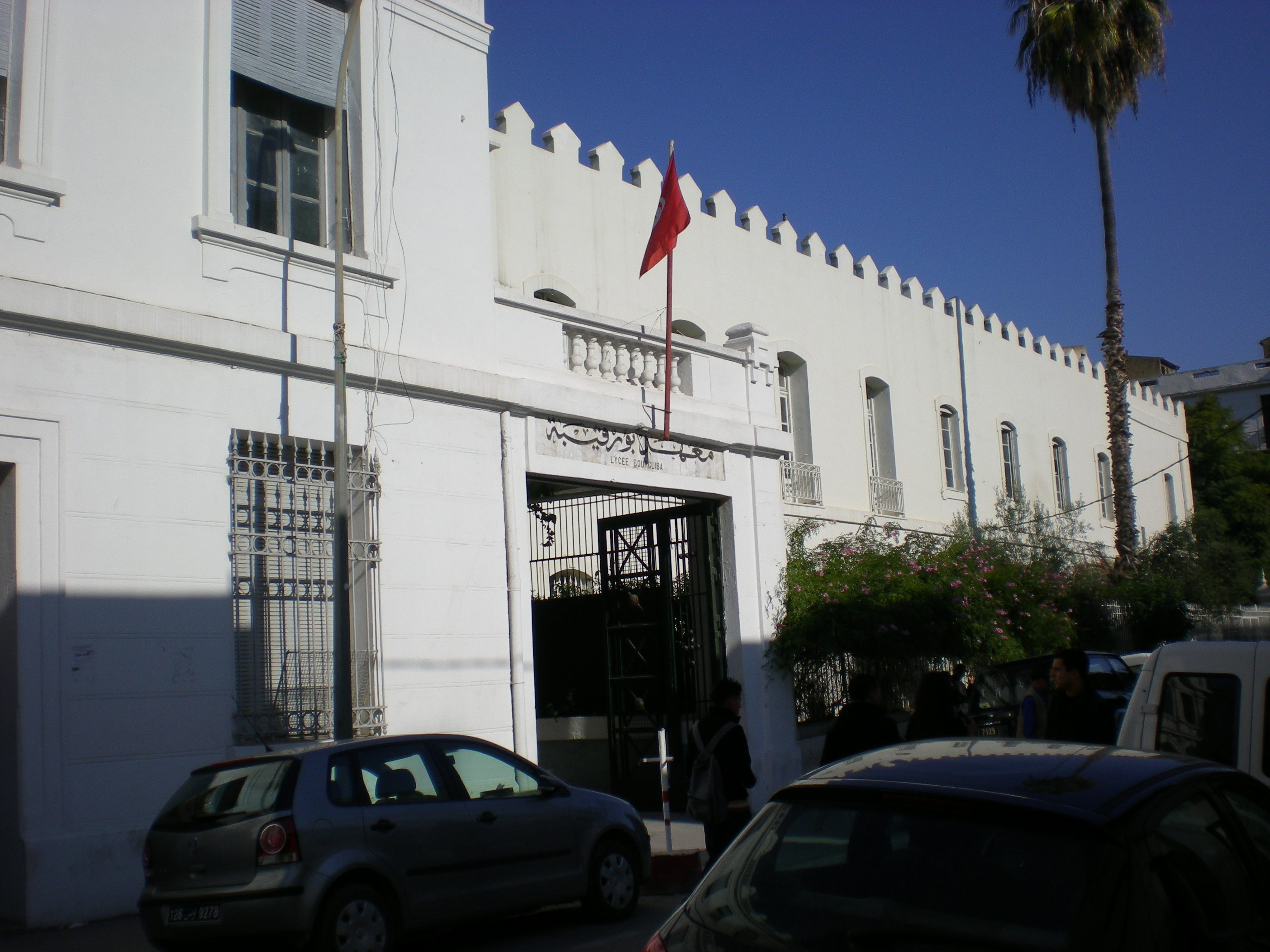
Il Lycée Bourguiba

Vi è inoltre un buon numero di istituti superiori, come la Scuola nazionale di ingegneria di Tunisi e la Scuola nazionale di scienze alle quali si aggiungono alcune istituzioni private come l'Università aperta di Tunisi.
Tra le scuole superiori della città le più note sono il Lycée de la Rue du Pacha (fondato nel 1900), il Lycée Bab El Khadhra, il Lycée de la Rue de Russie, Lycée Bourguiba e il Lycée Alaoui. Come eredità della presenza francese rimangono in città alcune scuole francesi, la più nota è il Lycée Pierre Mendes-France a Mutuelleville.

## Geografia antropica

### Urbanistica

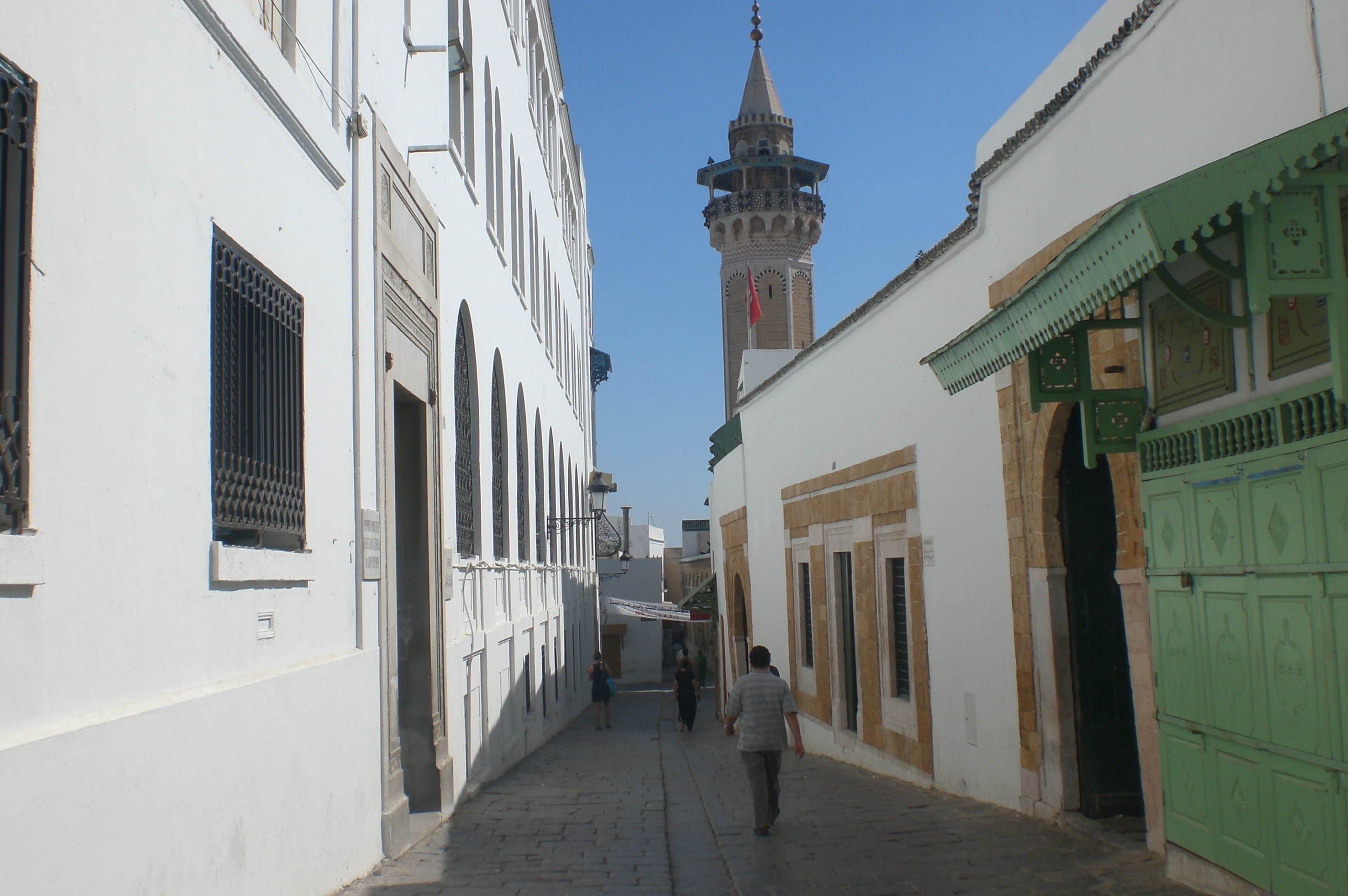
Scorcio di una via della medina

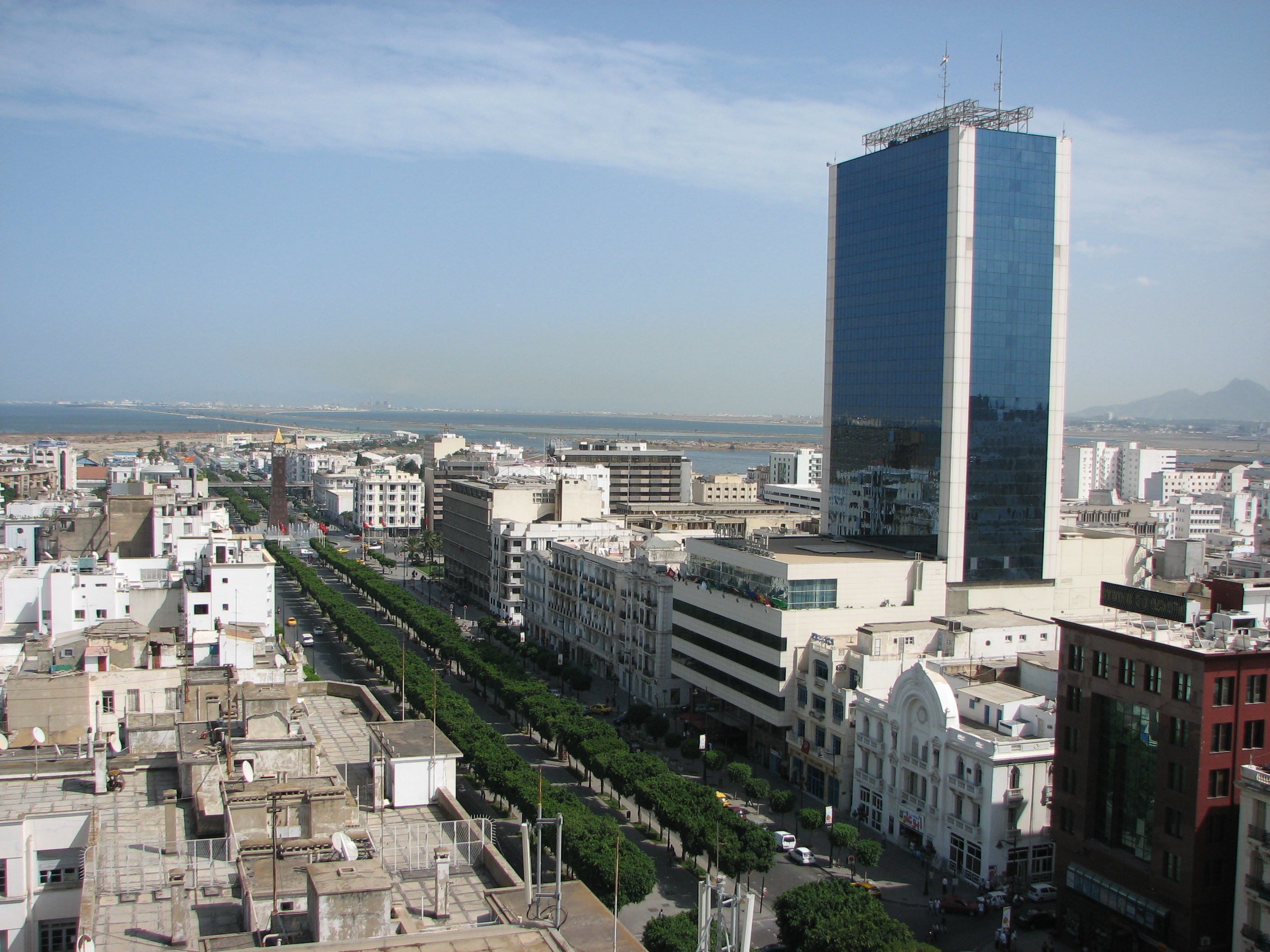
Strada Ave Habib Bourguiba

La medina fu costruita su una collina dai morbidi pendii che scende verso la laguna di Tunisi, ad est, e il sebkhet Séjoumi, ad ovest. La città europea fu costruita successivamente tra la medina e la laguna. Da allora la metropoli si è estesa verso le colline del nord e verso il deserto del sud. La città antica è divisa in 19 zone:
- Bab Alioua
- Bab El Fellah
- Bab Saadoun
- Bab Souika
- Belvédère: (vi si trovano il più grande parco della città e lo zoo)
- Berges du lac: (zona nuova situata sulla riva nord della laguna di Tunisi)
- Borgel
- Cité Jardins
- El Manar
- El Menzah
- El Omrane
- Halfaouine
- La Cagna
- La Petite Sicile
- Montfleury
- Montplaisir
- Mutuelleville (zona residenziale, vi si trova l'istituto universitario francese Pierre Mendès France)
- Mendès France'
- Ras Tabia

Il territorio del comune di Tunisi confina con i comuni di Ariana, del Bardo, di Ben Arous e di El Mourouj, entrati a far parte dell'agglomerato urbano.
Vi sono numerosi progetti, come quello della Società di studi e di promozione di Tunisi Sud, tesi a valorizzare zone occupate un tempo dalla laguna e oggi prosciugate.

### Area metropolitana
L'area urbana di Tunisi, la cui superficie è cresciuta significativamente nel corso della seconda metà del XX secolo, si estende su più governatorati; infatti, nonostante la municipalità di Tunisi si trovi interamente all'interno del governatorato omonimo, questo accoglie soltanto una minoranza della popolazione dell'agglomerato urbano giacché l'hinterland si estende anche negli attigui governatorati di Ben Arous, Ariana e La Manouba.

### Suddivisioni amministrative
La municipalità di Tunisi è suddivisa in quindici distretti municipali. La divisione della municipalità in tali zone è applicazione della Legge Organica del comune, promulgata nel 14 maggio 1975.

Suddivisione amministrativa di Tunisi

- Bab El Bahr
- Bab El Khadra
- Bab Souika
- Djebel Jelloud
- El Kabaria

- El Menzah
- El Omrane
- El Omrane Supérieur
- El Ouardia
- Ettahrir

- Ezzouhour
- Hraïria
- Médina
- Séjoumi
- Sidi El Béchir

## Infrastrutture e trasporti

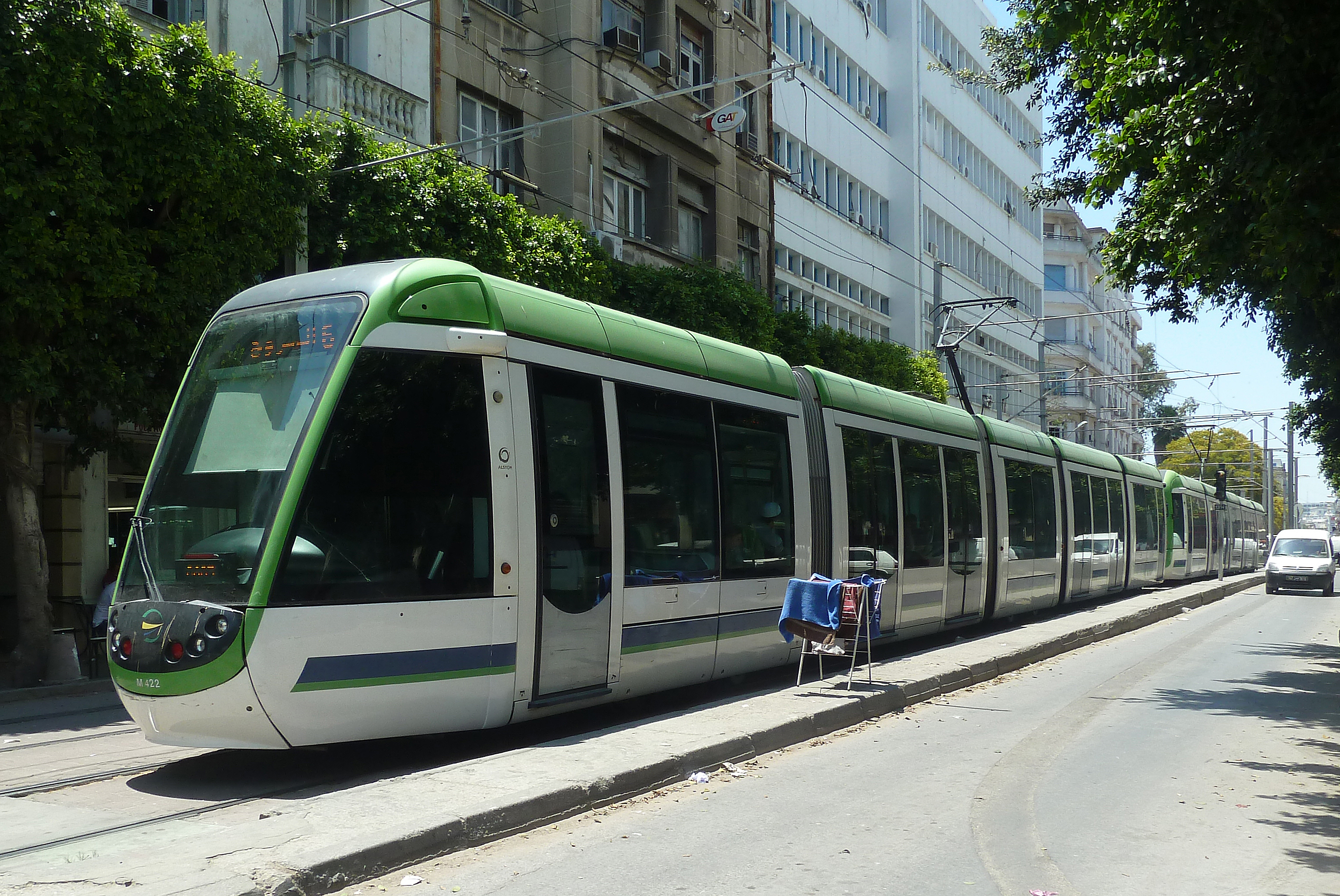
Metropolitana leggera

Tunisi dispone di una rete di trasporti relativamente sviluppata:
- Autobus: La città possiede una complessa rete di linee d'autobus (214 in totale).
- Metropolitana leggera: Vi si trovano molte linee di metropolitana leggera costruite durante gli anni ottanta. Si tratta in effetti di linee di tram di superficie, con alcune rare sezioni sotterranee. Questa rete continua ad estendersi in modo graduale per raggiungere anche le zone periferiche.
- TGM: La capitale è collegata al suo sobborgo settentrionale dalla linea ferroviaria TGM, che attraversa la diga che divide la laguna in due.
- Taxi: Numerosi taxi percorrono in lungo e in largo la città.
- Louages: Tipo di taxi che trasporta, per una tariffa forfettaria abbastanza bassa, molti viaggiatori e che ha tragitti fissi tra due luoghi (ad esempio Tunisi-Susa).
- Aereo: La città possiede il più grande aeroporto del paese (aeroporto di Tunisi-Cartagine)
- Treno: Tunisi è collegata con le ferrovie statali alle principali città del paese.
- Automobile: Le infrastrutture stradali sono abbastanza sviluppate ed in costante miglioramento.
- Nave: La città è collegata con i principali porti del Mar Mediterraneo da numerose linee di navigazione. Il porto è uno dei più grandi dell'intero continente africano.

I trasporti comunali della capitale sono gestiti della Società dei trasporti di Tunisi (Société des transports de Tunis).

## Amministrazione

### Gemellaggi
- Algeri
- Amman
- Belgrado
- Colonia
- Doha
- Gedda
- Il Cairo
- Al Kuwait
- Lisbona
- Marsiglia
- Manama
- Montréal
- Mosca
- Parigi[12]
- Praga
- Rabat
- Rio de Janeiro
- Roma[12]
- Santiago del Cile
- Stoccolma
- Tashkent
- Tiro
- Vienna

## Altre immagini
Alcune delle porte della Città Vecchia.

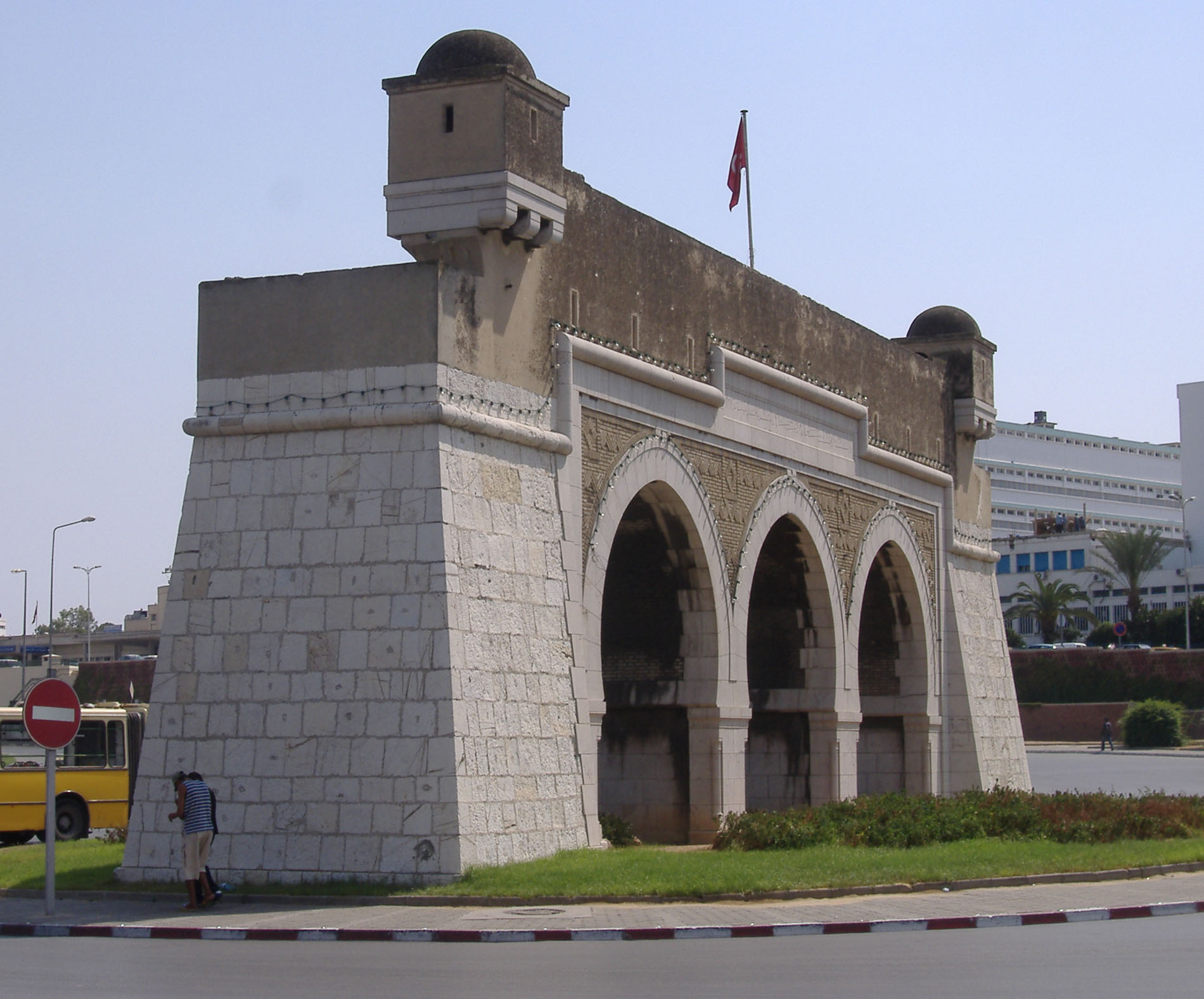
Bab Saddoun, a Nord della città
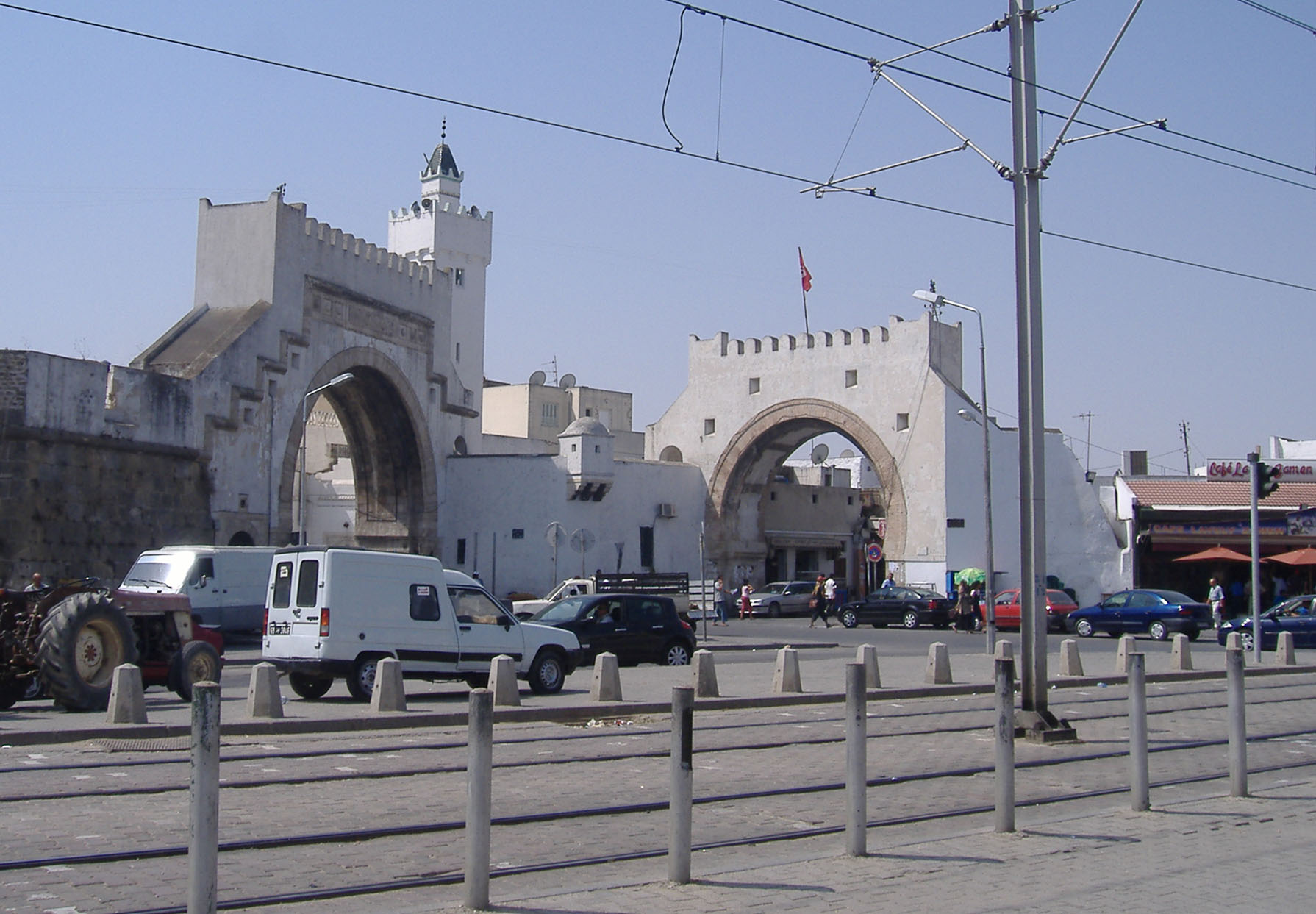
Bab el Khadra, la Porta Verde, cuore della Città Vecchia
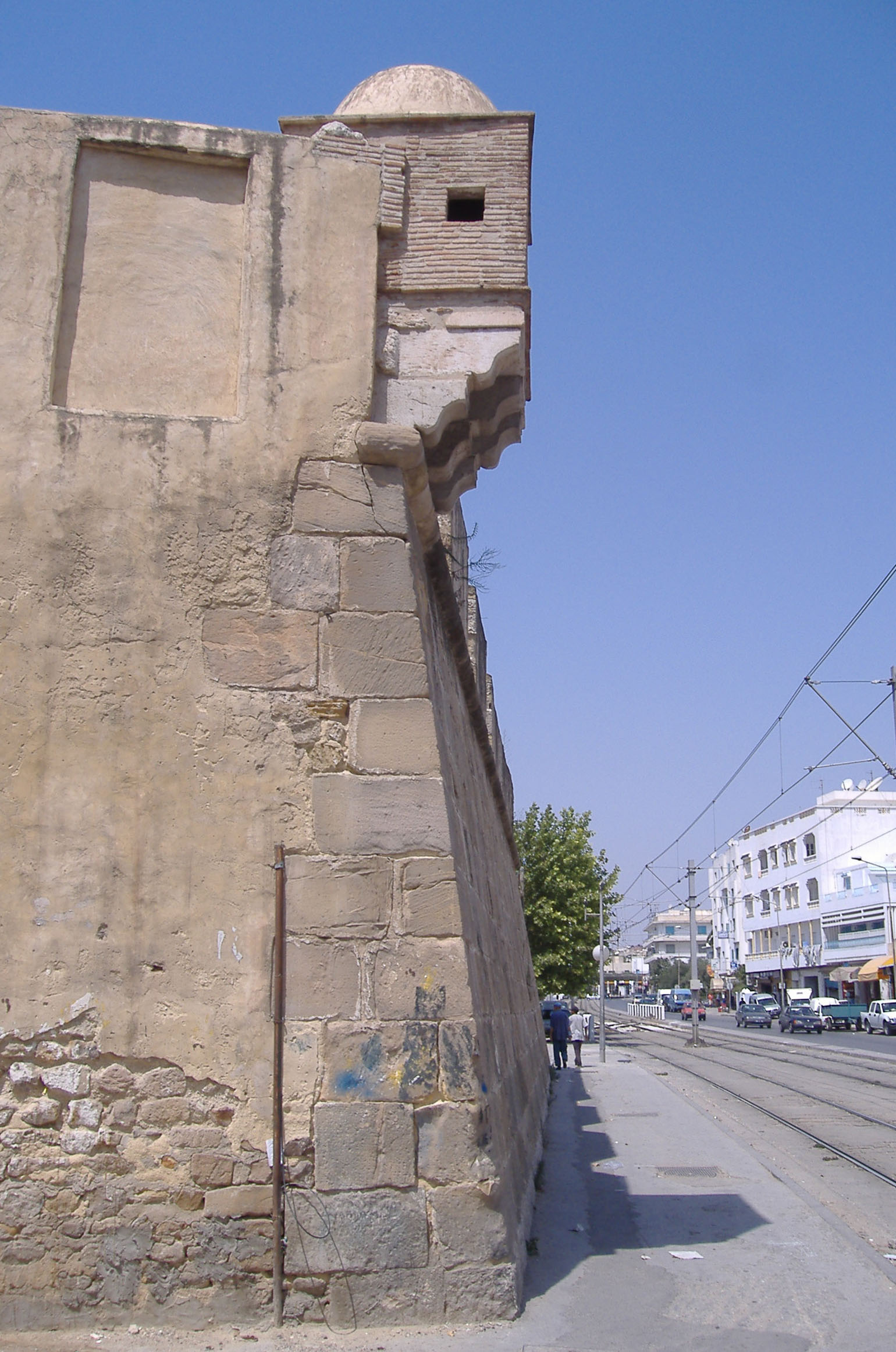
Le mura di Bab el Assel